# Nicole Gontier
Nicole Gontier (Aosta, 17 de noviembre de 1991) es una deportista italiana que compite en biatlón. Ganó dos medallas de bronce en el Campeonato Mundial de Biatlón en los años 2013 y 2015.

## Palmarés internacional
| Campeonato Mundial | Campeonato Mundial           | Campeonato Mundial | Campeonato Mundial |
| Año                | Lugar                        | Medalla            | Prueba             |
| ------------------ | ---------------------------- | ------------------ | ------------------ |
| 2013               | Nové Město (República Checa) | Medalla de bronce  | Relevos            |
| 2015               | Kontiolahti (Finlandia)      | Medalla de bronce  | Relevos            |